# 天主教苏城教区
天主教蘇城教區（拉丁語：Dioecesis Siopolitanensis）是美國一個羅馬天主教教區，屬迪比克總教區。成立於1902年1月15日。
範圍包括艾奧瓦州西北部共廿四縣，教座位於蘇城。2010年有教友94,821人（佔轄區總人口19.4%）、113個堂區、132名司鐸。現任教區主教R·沃克·尼克勒斯。